# Stadion Miejski w Słucku
Stadion Miejski – stadion piłkarski w Słucku, na Białorusi. Został otwarty w 1935 roku. Może pomieścić 1896 widzów. Swoje spotkania rozgrywają na nim piłkarze klubu FK Słuck. Obiekt był jedną z aren piłkarskich Mistrzostw Europy kobiet U-17 w 2016 roku. Rozegrano na nim trzy spotkania fazy grupowej tego turnieju.